# Luis Olmedo
Luis Olmedo (Argentina, 14 de abril de 2000) es un futbolista argentino que se desempeña como Centrocampista en el Universidad de Concepción de la Primera B de Chile. 

## Trayectoria

### Ferro
Se confirma su llegada al verdolaga para disputar su primer campeonato en la Segunda División de Argentina. Llega a préstamos hasta el 31 de diciembre del 2023.
A inicios del 2024 ficha por la Universidad Concepción de Chile, para afrontar la Segunda División de Chile. En su temporada en Chile, jugó un total de 26 partidos dejando una buena impresión.
A inicios del 2025 ficha por Alianza Atlético de Sullana a préstamo por una temporada sin cargo ni opción de compra, para afrontar la Liga 1 2025 por pedido de su compatriota Gerardo Ameli.

## Estadísticas
Actualizado al 14 de noviembre de 2023

| Club | Div.          | Temporada     | Liga  | Liga  | Copas | Copas | Copas | Copas | Total | Total | Media |
| Club | Div.          | Temporada     | Part. | Goles | Part. | Goles | Part. | Goles | Part. | Goles | Media |
| --- | ------------- | ------------- | ----- | ----- | ----- | ----- | ----- | ----- | ----- | ----- | ----- |
| Lugano Argentina | 5.ª           | 2019-20       | 15    | 0     | 0     | 0     | —     | —     | 15    | 0     | 0     |
| Lugano Argentina | 5.ª           | 2020          | 6     | 0     | 0     | 0     | —     | —     | 6     | 0     | 0     |
| Lugano Argentina | 5.ª           | 2021          | 12    | 1     | 0     | 0     | —     | —     | 12    | 1     | 0.08  |
| Lugano Argentina | Total club    | Total club    | 33    | 1     | 0     | 0     | 0     | 0     | 33    | 1     | 0.03  |
| Deportivo Armenio Argentina | 3.ª           | 2022          | 26    | 4     | 0     | 0     | —     | —     | 26    | 4     | 0.15  |
| Deportivo Armenio Argentina | Total club    | Total club    | 26    | 4     | 0     | 0     | 0     | 0     | 26    | 4     | 0.15  |
| Ferro Carril Oeste Argentina | 2.ª           | 2023          | 8     | 0     | 0     | 0     | —     | —     | 8     | 0     | 0     |
| Ferro Carril Oeste Argentina | Total club    | Total club    | 8     | 0     | 0     | 0     | 0     | 0     | 8     | 0     | 0     |
| Total carrera | Total carrera | Total carrera | 66    | 5     | 0     | 0     | 0     | 0     | 66    | 5     | 0.08  |
| (1) La copa nacional se refiere a la Copa Argentina y Supercopa Argentina . (2) La copa internacional se refiere a la Copa Sudamericana, Recopa Sudamericana, Copa Libertadores y Copa Suruga Bank. |               |               |       |       |       |       |       |       |       |       |       |